# Liste der größten künstlichen, nichtnuklearen Explosionen
Die Liste der größten künstlichen, nichtnuklearen Explosionen ist eine Aufstellung der größten konventionellen Explosionen, die durch Menschenhand verursacht wurden. Im Wesentlichen handelt es sich um Unfälle, kriegsbezogene Ereignisse, Zweck-Sprengungen (z. B. Beseitigung von Hindernissen) sowie Tests. Die Berechnung des TNT-Äquivalents erfolgt nur, wenn der Informationsstand eine genaue Bestimmung zulässt.

## Liste
In chronologischer Reihenfolge:

### 16. und 17. Jahrhundert
| Ereignis                           | Zeitpunkt     | Ort                                            | Ursache     | Beschreibung | TNT-Äquivalent [t] | Anzahl der Opfer | Bild                                        |
| ---------------------------------- | ------------- | ---------------------------------------------- | ----------- | --- | ------------------ | ---------------- | ------------------------------------------- |
| Explosion im Burgpalast, Burg Buda | 18. Mai 1578  | Budapest (Osmanisch besetztes Ungarn)          | Blitzschlag | Explosion in der Pulverkammer, Palast großenteils zerstört | unbekannt          | 2.000 Tote       |                                             |
| Explosion des Geissturms           | 10. Juni 1652 | Zürich (Alte Eidgenossenschaft, heute Schweiz) | Blitzschlag | Rund 40 t Schwarzpulver waren in diesem Turm der Stadtbefestigung gelagert, weil dieser am weitesten von Wohnbereichen entfernt lag. Die weitflächigen Gebäudeschäden gehen auf den Steinregen zurück (über 2 km weit). | 10 t               | 7 Tote           |                                             |
| Delfter Donnerschlag               | 12. Okt. 1654 | Delft (Niederlande)                            | Unfall      | Etwa 40 t Schwarzpulver in einem Pulverturm explodierten vermutlich wegen Unachtsamkeit (Funkenflug), rund 500 Häuser wurden zerstört, schätzungsweise 1200 Menschen kamen ums Leben.                                   | 10 t               | 1.200 Tote       | Sicht auf Delft nach der Explosion von 1654 |

### 18. Jahrhundert
| Ereignis                                  | Zeitpunkt     | Ort                                                             | Ursache     | Beschreibung | TNT-Äquivalent [t] | Anzahl der Opfer           | Bild                          |
| ----------------------------------------- | ------------- | --------------------------------------------------------------- | ----------- | --- | ------------------ | -------------------------- | ----------------------------- |
| Explosion in Belgrad                      | 14. Aug. 1717 | Belgrad, Sandschak Smederevo (heute Serbien)                    | Krieg       | Volltreffer des Mörsers von Belgrad in ein türkisches Pulvermagazin bei der Belagerung von Belgrad 1717, 3000 verteidigende Türken verloren auf einen Schlag das Leben. | unbekannt          | 3.000 Tote                 | Der Mörser von Belgrad, (HGM) |
| Explosion des Pulverlagers der Stadt Graz | 10. Juli 1723 | Burg Gösting, Graz, (Erzherzogtum Österreich, heute Österreich) | Blitzschlag | Schießpulver, seitdem Ruine | unbekannt          | nicht genannt              |                               |
| Explosion eines der Bremer Pulvertürme    | 22. Sep. 1739 | Bremen (Deutschland)                                            | Blitzschlag | Ein Blitzschlag ließ den als Pulverturm dienenden Zwinger explodieren, die folgende Feuersbrunst vernichtete große Teile der Stadt.                                     | unbekannt          | 32 Tote                    |                               |
| Explosion beim Großen Depot               | 21. Juni 1753 | Moldautein (heute Tschechien)                                   | Unfall      | Schießpulverexplosion bei den Vorbereitungen zu einem Manöver anlässlich eines Besuches von Maria Theresia.                                                             | unbekannt          | 80 Tote 40 Schwerverletzte |                               |
| Explosion einer Pulverfabrik              | 31. Aug. 1794 | Grenelle, heute Paris (Frankreich)                              | Unfall      | Explosion von 150 Tonnen Schießpulver | unbekannt          | 536 Tote 827 Verletzte     | Gedenkstein in Paris          |

### 19. Jahrhundert
| Ereignis                                | Zeitpunkt     | Ort                               | Ursache                        | Beschreibung | TNT-Äquivalent [t] | Anzahl der Opfer         | Bild                                           |
| --------------------------------------- | ------------- | --------------------------------- | ------------------------------ | --- | ------------------ | ------------------------ | ---------------------------------------------- |
| Explosion eines Pulverschiffs in Leiden | 12. Jan. 1807 | Leiden (Niederlande)              | Unfall                         | Mitten in der Stadt explodierte ein mit 17.760 Kilogramm Schießpulver beladenes Schiff. 151 Personen wurden dabei getötet, über 2.000 verletzt und etwa 220 Häuser zerstört. Auf der Freifläche entstand der Van der Werfpark. | 4,44 t             | 151 Tote 2.000 Verletzte |                                                |
| Schießpulverexplosion von Eisenach      | 1. Sep. 1810  | Eisenach (Deutschland)            | Unfall                         | Ein französischer Munitionstransport mit Schießpulver explodierte in der Altstadt von Eisenach. Es gab 70 Tote und mehrere hundert Verletzte, 24 Gebäude wurden zerstört. | unbekannt          | 70 Tote                  | Schwarzer Brunnen in Eisenach als Gedenkstätte |
| Explosion des Pulverturms in Mainz      | 18. Nov. 1857 | Mainz (Deutschland)               | unbekannt, vermutlich Attentat | 200 Zentner Zündhütchen und 600 Leuchtkugeln im Pulverturm in Mainz explodierten. Mindestens 153 Menschen starben und hunderte wurden verletzt. 57 Häuser wurden völlig zerstört und 64 schwer beschädigt. Die Ursache der Explosion, als die man den Racheakt eines österreichischen Korporals vermutete, konnte nicht geklärt werden. | unbekannt          | > 153 Tote               | Die Zerstörungen auf dem Kästrich in Mainz     |
| Sprengung des Flood Rock – unter Wasser | 10. Okt. 1885 | New York City New York (USA)      | Gewässer-Ausbau                | Mit 136 t Dynamit sprengte das United States Army Corps of Engineers den Flood Rock, eine Untiefe im Hell Gate, einem gefährlichen Abschnitt des East River. Es entstand eine rund 45 m hohe Wassersäule. Zu diesem Zeitpunkt war dies die größte gewollte gestaltende Explosion.                                                       | 108,9 t            | keine Opfer              | Sprengung des Flood Rock 1885                  |
| Grubenunglück von Nanaimo               | 3. Mai 1887   | Nanaimo British Columbia (Kanada) | Unfall                         | Leichtfertiger Umgang mit Explosivstoffen führte in den Schächten der Kohlemine No. 1 in Nanaimo zu einer schweren Explosion, die rund 150 Bergleute tötete. Nur sieben Bergleute überlebten. | unbekannt          | 150 Tote                 |                                                |

### 20. Jahrhundert
| Ereignis                                                                                            | Zeitpunkt                  | Ort | Ursache                       | Beschreibung | TNT-Äquivalent [t] | Anzahl der Opfer | Bild                                                                          |
| --------------------------------------------------------------------------------------------------- | -------------------------- | --- | ----------------------------- | --- | ------------------ | --- | ----------------------------------------------------------------------------- |
| Explosion der Roburit-Fabrik Witten                                                                 | 28. Nov. 1906              | Annen (Witten) (Deutschland)                                                                                             | Unfall                        | Im Mischgebäude der Roburit-Fabrik im Wittener Stadtteil Annen, die Sicherheitssprengstoffe für den Bergbau herstellte, brach ein Feuer aus. Dieses führte zu zwei schweren Explosionen. 41 Menschen kamen ums Leben, mehrere hundert wurden verletzt und über 2000 obdachlos. Es entstand ein ca. 20 m tiefer Krater. | unbekannt          | 41 Tote |                                                                               |
| Explosion des Sprengstofflagers einer Tunnel-Baustelle                                              | 14. Nov. 1908              | Grindelwald (Schweiz) | Unfall                        | Beim Bau der Bergbahn zum Jungfraujoch explodierten unterhalb der Station „Eigerwand“ im Sprengstofflager der Baustelle 30 Tonnen Dynamit. Eine darüber liegende Bergwand senkte sich um rund 40 Meter ab. | unbekannt          | keine Opfer |                                                                               |
| Volltreffer der Deutschen in die Munitionskammer von Fort Loncin                                    | 15. Aug. 1914              | Festungsring Lüttich (Belgien)                                                                                           | Krieg                         | Im August 1914 wurde nach der Eroberung von Lüttich die Dicke Bertha (schwerste Belagerungsartillerie mit Kaliber 420 mm, hergestellt, von Krupp) herangeschafft. Etwa 350 tote belgische Soldaten. | unbekannt          | 350 Tote |                                                                               |
| Explosion des Munitionsdepots Dix-huit Ponts                                                        | 11. Jan. 1916              | Lille (Frankreich) | unbekannt                     | Aus bis heute unbekannten Gründen explodiert das dort gelagerte Pulver. Der Krater hatte 30 m Tiefe und 150 m Durchmesser. Zwei große und massive Industriegebäude schirmten einen Teil der Stadt vor der Druckwelle ab; gleichwohl gingen Fensterscheiben in dutzenden Kilometern Umkreis zu Bruch. Mitten in den Niederlanden hielt man die Erschütterung für ein Erdbeben. | unbekannt          | 104 Tote 400 Verletzte | Denkmal in Lille                                                              |
| Explosion eines Lagerschuppens in den Salzwiesen vor Uplees bei Faversham                           | 2. Apr. 1916               | Faversham (England, Vereinigtes Königreich)                                                                              | unbekannt                     | In der Factory Number Seven der Explosives Loading Company in den Salzwiesen vor Uplees bei Faversham brach in Gebäude 833, einem Holzschuppen, aus ungeklärter Ursache ein Feuer aus. In dem Schuppen befanden sich 15 t TNT und 150 t Ammoniumnitrat. Die Mitarbeiter der Fabrik und Feuerwehrmänner versuchten, den Brand zu löschen und den Sprengstoff aus dem Gefahrenbereich zu entfernen. Diese Versuche scheiterten, etwa um 14.20 Uhr kam es zu drei großen Explosionen, die einen 6,1 m tiefen und 37 m breiten Krater hinterließen. Unter den 108 Opfern befanden sich Mitarbeiter der Sprengstofffabrik und der Feuerwehr. Sprengstoff wurde auch an anderen Stellen auf dem Betriebsgelände gelagert, dort kam es jedoch zu keinen Explosionen.                                                                            | 90 t               | 108 Tote 400 Verletzte | Denkmal und Massengrab in Faversham                                           |
| Sprengung des Lochnagar-Kraters                                                                     | 1. Juli 1916               | La Boisselle Département Somme (Frankreich)                                                                              | Krieg                         | Britische Einheiten hatten im Untertagebau 26,8 t Ammonal-Sprengstoff unter den deutschen Linien platziert (Minenkrieg) und brachten diesen am Morgen des ersten Tages der Schlacht an der Somme zur Explosion. Erde und Trümmer wurden bis zu 1200 m in die Luft geschleudert. Der Lochnagar-Krater ist mit einem Durchmesser von 91 m und einer Tiefe von 21 m der größte erhaltene Krater aus dem Ersten Weltkrieg. | 13,4 t             | 60 bis 80 | Lochnagar-Krater                                                              |
| Black-Tom-Explosion                                                                                 | 30. Juli 1916              | Jersey City New Jersey (USA)                                                                                             | Sabotage                      | Sprengstoffanschlag deutscher Agenten, um die Verschiffung von Munition aus den noch neutralen USA nach Europa zu verhindern. Die Explosion von 1.000 t Munition tötete bis zu sieben Menschen und beschädigte die Freiheitsstatue. | unbekannt          | 7 Tote | Black Tom pier                                                                |
| Explosion der Redoute Choisy                                                                        | 14. Sep. 1916              | Saarlouis (Deutschland)                                                                                                  | Unfall                        | Explosion eines Munitionslagers der Trainkaserne; die Ursache ist bis heute ungeklärt. Vermutlich explodierten ohne menschliches Verschulden rund 30.000, zur Rohstoffgewinnung gelagerte belgische Beutegranaten, wobei ein angrenzendes Lager mit 70.000 Zündern und 400 Sprenggranaten ebenfalls zur Explosion kam. Am Unglücksort (ehemalige Ringbatterie der Redoute Choisy, heute zwischen der Sportanlage des Max-Planck-Gymnasiums und der Hundesportanlage am Gaswerk) sowie auf dem Alten Friedhof wurden Denkmäler errichtet. | unbekannt          | 96 Tote > 100 Verletzte |                                                                               |
| Silvertown Explosion                                                                                | 19. Jan. 1917              | Silvertown (England, Vereinigtes Königreich)                                                                             | Unfall                        | Explosion in einer Rüstungsfabrik. Im „Melt-pot Room“ (mutmaßlich der Raum der Fabrik, in dem TNT zur Verflüssigung aufgeschmolzen wurde) brach ein Feuer aus, das nicht mehr unter Kontrolle gebracht werden konnte, bis etwa 50 t TNT explodierten. Ein großer Teil des explodierten TNTs war bereits zum Abtransport auf Eisenbahnwaggons geladen. Die Druckwelle und der Trümmerflug verursachten in einem Umkreis von mehreren Kilometern Beschädigungen an benachbarten Fabriken, der Feuerwache, den Lagerhallen sowie den darin aufbewahrten Waren und zerstörten die Fabrikationsanlage vollständig. Ein Gasometer auf der Greenwich Peninsula (auf der anderen Flussseite der Themse) wurde von heißen Trümmern getroffen und explodierte selbst mit einem Feuerball aus 200.000 Kubikmetern Gas, die darin gespeichert waren. | 50 t               | 73 Tote, über 400 Verletzte |                                                                               |
| Explosionsunglück in Köln-Flittard                                                                  | 27. Jan. 1917              | Bayer-Sprengstoffwerk Köln-Flittard (Deutschland)                                                                        | Unfall                        | Explosion in einer Rüstungsfabrik. Eine zugefrorene TNT-Leitung an einer Granaten-Abfüllanlage sollte mittels Messingstift und Hammer geöffnet werden. Mehrere Explosionen verursachten in einem 30-km-Umkreis Beschädigungen an Bauwerken und zerstörte die Fabrikationsanlage vollständig. | 60 t               | 8 Tote, Hunderte Verletzte |                                                                               |
| Volltreffer in ein Munitionslager mit 45.000 Granaten bei Vendresse                                 | 5. Apr. 1917               | Vendresse Département Aisne (Frankreich)                                                                                 | Krieg                         | Ein weitreichendes deutsches Eisenbahngeschütz konnte ein Geschoss bis in ein Munitionslager feuern, das für die Nivelle-Offensive angelegt worden war. Die Erschütterung und der Knall des Einschlags wurden bis auf 40 Kilometer hinter der Front wahrgenommen. Der Volltreffer führte zu Bränden und Explosionen, die einen Tag lang wüteten. | unbekannt          | ca. 50 Tote ca. 100 Schwerverletzte |                                                                               |
| Explosionsunglück in Detmold                                                                        | 31. Mai 1917               | Detmold (Deutschland) | Unfall                        | Explosion einer Munitionsfabrik in einem Wohngebiet. Es starben 72 Arbeiter. | unbekannt          | 72 Tote |                                                                               |
| Minenexplosionen in der Schlacht bei Messines                                                       | 7. Juni 1917               | Messines (Belgien) | Krieg                         | Im Rahmen des Stellungskrieges zündeten britische Soldaten binnen weniger Minuten 19 Minen mit insgesamt rund 450 t Ammonal unter den deutschen Stellungen. Der Knall der Explosionen soll sogar noch in London zu hören gewesen sein. | 225 t              | Üblicherweise wird von ca. 10.000 durch die Sprengungen getöteten deutschen Soldaten ausgegangen. Auch einige Hundert Angreifer, die den deutschen Stellungen bereits zu nahe gekommen waren, kamen durch die Explosionen ums Leben. Nicht völlig geklärt ist, wie viele der Opfer unmittelbar durch die Sprengungen starben und welcher Anteil der Verluste auf das gleichzeitig einsetzende Artilleriefeuer und die anschließenden Sturmangriffe zurückgeht. | Lone Tree Crater (2009)                                                       |
| Explosionskatastrophe in Großmittel 1917                                                            | 17. Juni 1917              | Großmittel (Österreich-Ungarn, heute Österreich)                                                                         | Unfall                        | Eine Kettenreaktion explodierender Beutemunition führte zur Explosion mehrerer Munitionslager und eines mit Munition beladenen Zuges. | unbekannt          | amtlich bestätigt 6 Tote, Gerüchte gehen von mehreren hundert aus |                                                                               |
| Explosion des Schlachtschiffs HMS Vanguard                                                          | 9. Juli 1917               | Scapa Flow (Vereinigtes Königreich)                                                                                      | Unfall                        | Eine Munitionskammerexplosion zerstörte das Schlachtschiff, dabei starben 843 Menschen. | unbekannt          | 843 Tote |                                                                               |
| Halifax-Explosion                                                                                   | 6. Dez. 1917               | Halifax Nova Scotia (Kanada)                                                                                             | Unfall                        | Zirka 2300 t Pikrinsäure, 63 t Schießbaumwolle und 200 t TNT explodierten nach einer Kollision zwischen dem französischen Munitionsfrachter Mont Blanc und dem norwegischen Viermast-Dampfschiff Imo. Weite Teile der Stadt wurden zerstört. | 2.960 t            | 1.946 Tote | Panoramic view of damage to Halifax waterfront after Halifax Explosion (1917) |
| Explosionsunglück von Rübeland                                                                      | 10. Jan. 1918              | Rübeland im Harz (Deutschland)                                                                                           | Unfall                        | Explosion in der Pulvermühle Cramer & Buchholz. 9 Personen schwer verletzt, 30–40 leicht und 14 Tote – unter den Getöteten befand sich die Malerin Käthe Evers. | unbekannt          | 14 Tote |                                                                               |
| Minenexplosion am Monte Pasubio                                                                     | 18. März 1918              | Monte Pasubio zwischen den Provinzen Vicenza und Trient (Italien)                                                        | Krieg                         | Im Rahmen des Gebirgskriegs 1915–1918 zündeten österreichisch-ungarische Soldaten eine Mine aus 50 Tonnen Sprengstoff unter der Italienischen Platte des Monte Pasubio, wodurch Teile der Platte zerstört wurden – größte Einzelminenexplosion des Ersten Weltkriegs. | unbekannt          | ca. 40 Tote |                                                                               |
| Explosion der Rüstungsfabrik in Chilwell in der Nähe von Nottingham                                 | 1. Juli 1918               | Chilwell Broxtowe (England, Vereinigtes Königreich)                                                                      | unbekannt                     | In der „National Shell Filling Factory No. 6“ die der Regierung des Vereinigten Königreichs gehörte, wurden Granaten mit Sprengstoff gefüllt. Ein erheblicher Anteil der Fabrik wurde am 1. Juli durch die Explosion von 8 t TNT zerstört. | 8 t                | 134 Tote, 250 Verletzte |                                                                               |
| Explosion des Schlachtschiffes Kawachi                                                              | 12. Juli 1918              | Tokuyama-Bucht Yamaguchi (Japan)                                                                                         | Unfall                        | Infolge einer Selbstentzündung von Kordit explodierte die Munitionskammer des japanischen Schlachtschiffes Kawachi. Entstehung einer 200 m hohen Stichflamme; das Schiff sank in nur vier Minuten. 621 von 1059 Besatzungsangehörigen kamen dabei ums Leben. | unbekannt          | 621 Tote |                                                                               |
| Eisenbahnunfall von Hamont                                                                          | 18. Nov. 1918              | Hamont (Belgien) | Unfall                        | Im Bahnhof von Hamont explodieren zwei deutsche Munitionszüge in unmittelbarer Nähe zu drei deutschen Lazarettzügen. Mehr als 1.000 Tote, mehrheitlich deutsche Soldaten. Teile der Stadt wurden zerstört. | unbekannt          | 1.000 Tote |                                                                               |
| Munitionszug-Explosion am Munsterlager                                                              | 24. Okt. 1919              | Niedersachsen (Deutschland)                                                                                              | Unfall                        | Ein mit Kampfstoffen und Kampfstoffmunition beladener Zug explodierte. Fast die gesamte Anlage wurde vernichtet. 1000 Tonnen Kampfgas, etwa 1 Million Gasgranaten, 1 Mio. Zünder und Kartuschen, 230.000 Minen, 40 Kesselwagen mit Kampfgas explodierten. Die Kampfstoffgranaten wurden kilometerweit durch die Gegend geschleudert. Giftwolken bedrohten umliegende Ortschaften, die zum Teil evakuiert werden mussten. Viele Häuser im Umkreis wurden stark beschädigt. Neben den direkten Explosionsopfern kam es in den Folgemonaten zu vielen weiteren Todesfällen. | unbekannt          | unbekannt |                                                                               |
| Explosion des Oppauer Stickstoffwerkes                                                              | 21. Sep. 1921              | Ludwigshafen-Oppau (Deutschland)                                                                                         | Unfall                        | Circa 400 t Ammonsulfatsalpeter explodierten. 559 Menschen starben, 1977 wurden verletzt. Der entstandene Krater hatte eine Länge von 165 m, eine Breite von 95 m und eine Tiefe von 18,5 m. | < 1.000 t          | 559 Tote | Krater Oppau (1921)                                                           |
| New London School                                                                                   | 18. März 1937              | New London Texas (USA)                                                                                                   | Unfall                        | Gasexplosion in einem Schulgebäude. 295 Tote. Seit diesem Unfall wird weltweit Gas zur Warnung mit Methanthiol odoriert, da Erdgas allein nahezu geruchlos ist. | unbekannt          | 295 Tote |                                                                               |
| Munitionsexplosion in Smederevo                                                                     | 5. Juni 1941               | Smederevo (Serbien) | unbekannt, vermutlich Unfall  | Ein deutsches Munitionslager in der örtlichen Festung explodierte. Teile der Stadt wurden zerstört, darunter der Bahnhof. Auswirkungen der Explosion waren 10 km weit zu spüren. | unbekannt          | 2.500 Tote 5.500 Verletzte |                                                                               |
| SS Surrey                                                                                           | 10. Juni 1942              | Karibik, nordöstlich des Panamakanals (Panama)                                                                           | Krieg                         | Nordöstlich des Panamakanals versenkte das deutsche U-Boot U 68 den britischen Frachter Surrey, der mit 2600 t Munition beladen war, durch drei Torpedotreffer. Etwa 20 Minuten nach dem Untergang kam es zu einer gewaltigen Unterwasserexplosion, die das U-Boot aus dem Wasser hob und stark beschädigte. Durch die Explosion selbst kam niemand zu Schaden, jedoch starben 12 Besatzungsangehörige bei der Torpedierung des Frachters. | unbekannt          | 12 Tote |                                                                               |
| Explosion des Schlachtschiffs Mutsu                                                                 | 8. Juni 1943               | Suō-Ōshima Yamaguchi (Japan)                                                                                             | Unfall                        | Explosion im achteren Magazin der Hauptgeschütze des Schlachtschiffes Mutsu, 1121 Menschen, darunter der Kommandant und einige Besucher, kamen ums Leben | unbekannt          | 1.121 Tote |                                                                               |
| Bombay-Katastrophe                                                                                  | 14. Apr. 1944              | Mumbai (Indien) | Unfall (Brand)                | Zirka 1500 t Sprengstoff und Munition, davon 300 t TNT, explodierten an Bord des Frachters Fort Stikine im Hafen von Bombay (heute Mumbai) aufgrund eines Brandes an Bord. In der Folge kam es in Bombay zu einer Feuersbrunst. Die letzten Brände wurden erst nach vier Tagen gelöscht. Bis zu 1500 Menschen starben, 3000 wurden verletzt. 13 Schiffe wurden zerstört, der Gesamtschaden betrug etwa 1 Milliarde US-Dollar. | > 300 t            | 1.500 Tote 3.000 Verletzte | Bombay Docks, danach                                                          |
| SS Paul Hamilton                                                                                    | 20. Apr. 1944              | Mittelmeer, nördlich Algier (Algerien)                                                                                   | Krieg                         | Ein deutscher Torpedobomber vom Typ Junkers Ju 88A des Kampfgeschwaders 26 versenkte aus dem Geleitzug UGS 38 den US-amerikanischen Munitions- und Truppentransporter SS Paul Hamilton nördlich von Algier. Der Torpedotreffer brachte die Ladung, 1600 t Munition und Bomben, zur Explosion. Eine 400 m hohe Stichflamme entstand, Trümmer wurden zwei Kilometer weit geschleudert. Alle 580 Menschen an Bord des Schiffes, zumeist Soldaten, wurden getötet. | unbekannt          | 580 Tote | Die Explosion auf der Paul Hamilton                                           |
| Munitionsexplosion in Bergen                                                                        | 20. Apr. 1944              | Bergen (Norwegen) | Unfall                        | Im Hafen von Bergen explodierte der in deutschen Diensten stehende und mit 126 t Munition beladene niederländische Frachter Voorbode. Die Explosion richtete schwere Schäden im gesamten Stadtgebiet an, 5000 Personen wurden obdachlos. Neun weitere Schiffe im Hafen wurden versenkt oder schwer beschädigt. Die Katastrophe forderte 150 Todesopfer und mehr als 600 Verletzte. | unbekannt          | 150 Tote 600 Verletzte | Motorschiff „Rogaland“                                                        |
| Port-Chicago-Katastrophe                                                                            | 17. Juli 1944              | Port Chicago Kalifornien (USA)                                                                                           | Unfall                        | Zirka 5000 t Munition und Sprengstoff explodierten bei der Verladung auf das Frachtschiff E. A. Bryan. Ursache war vermutlich Unachtsamkeit im Umgang mit einem Torpedo. 320 Menschen starben, darunter 202 afroamerikanische Ladesoldaten. Als die überlebenden Ladesoldaten nach der Katastrophe ihre gefährliche Arbeit nicht wieder aufnehmen wollten, kam es zu einer berühmt gewordenen Meuterei. | unbekannt          | 320 Tote | Hafen von Chicago                                                             |
| Gas- und Tanklagerexplosion in Cleveland, Ohio                                                      | 20. Okt. 1944              | Cleveland Ohio (USA) | Unfall                        | Explosion von ausgetretenem Erdgas in der städtischen Kanalisation, nachfolgend Tanklagerexplosion, die ein 2,5 km² großes Stadtgebiet zerstörte. | 2430 t             | 131 Tote |                                                                               |
| USS Mount Hood                                                                                      | 10. Nov. 1944              | Manus (Admiralitätsinseln, heute Papua-Neuguinea)                                                                        | unbekannt                     | Im Hafen der Insel Manus explodierten aus ungeklärten Gründen 3800 t Munition an Bord des Munitionstransporters Mount Hood. 13 kleinere Hafenfahrzeuge sowie 35 weitere Schiffe wurden beschädigt oder sanken. 432 Menschen kamen ums Leben. | unbekannt          | 432 Tote | USS Mount Hood explodiert                                                     |
| Explosion im RAF-Munitionslager Fauld                                                               | 27. Nov. 1944              | Fauld, nunmehr: Fauld Crater, Hanbury, Tutbury, (5 km NW von:) Burton-upon-Trent, Staffordshire (Vereinigtes Königreich) | Unfall                        | Zirka 3500 t Bomben sowie 500 Millionen Schuss Gewehrmunition explodierten im RAF-Munitionslager Fauld. Ursache war vermutlich ein unsachgemäßer Umgang mit Bombenzündern. Ein über 200 m langer, 90 m tiefer Krater entstand, ein 450.000-m³-Wasserreservoir floss aus, 75 bis 90 Menschen kamen ums Leben. 200 Stück Vieh starben. Es war die bisher größte Explosion in Großbritannien. Für den Krater gilt Betretungsverbot wegen noch verschütteter Bomben. | 2.600 t            | 75 Tote | RAF-Munitionslager Fauld im ehem. Gipsbergwerk                                |
| Vorbereitung des Trinity-Tests                                                                      | 7. Mai 1945                | White Sands Missile Range New Mexico (USA)                                                                               | Test                          | In Vorbereitung auf den eigentlichen Kernwaffentest werden 100 t TNT gesprengt, um die Messgeräte zu kalibrieren. | 100 t              | keine Opfer |                                                                               |
| Flensburg, Kielseng                                                                                 | 14. Juni 1945              | Flensburg (Deutschland)                                                                                                  | Unfall                        | Bei der Einweisung von neuen Räumungskräften für die Munitionssammelstelle des U-Bootstützpunktes bei Kielseng beging man einen Fehler, es wurde eine noch scharfe Handgranate aktiviert. Die erste Explosion in einer der Lagerbaracken führte zu einer Kette von weiteren Munitionsexplosionen. Eine Druckwelle zerstörte die Nordwand des Stadtspeichers des Architekten Paul Ziegler. Die Donau, ein deutsches U-Boot-Begleitschiff, wurde stark beschädigt und kenterte, das deutsche U-Boot-Begleitschiff Otto Wünsche wurde erheblich beschädigt, Bäume wurden entwurzelt und Dächer fortgerissen. Einige Fenster der Marienkirche und mehrere der St. Jürgenkirche zerbrachen. In der Stadt bis nach Husby zersprangen Fensterscheiben.                                                                                          | unbekannt          | etwa 60 Tote | Freihafen-Silo von Paul Ziegler, Harniskai 22                                 |
| MUNA Feucht (US-Army)                                                                               | 4. Mai 1946                | Feucht (Deutschland) | Unfall                        | Ein außer Kontrolle geratenes Feuer bringt im Ammo Collection Point Feucht 20–30.000 t gelagerte Beutemunition, darunter einen abgestellten Güterzug mit 300 V2-Sprengköpfen zur Explosion; mindestens 225 t Amatol setzen um und zerstören 50 teils verbunkerte Gebäude und die Gleisanlagen. | 180 t              | keine Opfer |                                                                               |
| Explosionsunglück in der Festung Dailly                                                             | 28. Mai 1946               | Saint-Maurice (Schweiz)                                                                                                  | Unfall                        | In der Festung Dailly oberhalb Saint-Maurice explodieren rund 450 Tonnen Artilleriemunition | 450 t              | 10 Tote |                                                                               |
| Explosionsunglück in Hänigsen                                                                       | 18. Juni 1946 ab 10.15 Uhr | Hänigsen (Deutschland)                                                                                                   | unbekannt, vermutlich Unfall  | Bei Bergungs- und Delaborierungsarbeiten an Munition, die zusammen mit chemischen Kampfstoffen im Kalisalz-Bergwerk Riedel nahe der Heeresmunitionsanstalt Hänigsen in verschiedenen Kammern auf 500–700 m Tiefe gelagert war, kommt es zu einer Reihe schwerer unterirdischer Explosionen mit Auswürfen durch den Schacht. 82 Männer sterben unter Tage, 1 stürzt vom Förderturm, 3 ersticken bei Rettungsarbeiten an Gasen. | unbekannt          | 86 Tote |                                                                               |
| Texas-City-Explosion                                                                                | 16. Apr. 1947              | Texas City Texas (USA)                                                                                                   | Unfall (Brand)                | Zirka 2300 t Ammoniumnitrat explodierten an Bord des Frachters SS Grandcamp im Hafen von Texas City. Zuvor entwickelte sich aus ungeklärten Gründen ein Brand an Bord. 15 Stunden später explodierte auch der mit 900 t Ammoniumnitrat beladene Frachter SS High Flyer am Pier. 581 Menschen starben. Auch das Monsanto-Chemiewerk wurde in Mitleidenschaft gezogen. | 1.150 t            | 581 Tote |                                                                               |
| Sprengung von Bunkeranlagen auf Helgoland                                                           | 18. Apr. 1947              | Helgoland (Deutschland)                                                                                                  | Abriss                        | Zirka 6700 t unterschiedlicher Sprengstoffe wurden von britischen Pionieren gezündet, um deutsche Bunkeranlagen auf der Insel zu zerstören. Zu diesem Zeitpunkt die größte nicht-nukleare Explosion. | 3.200 t            | keine Opfer |                                                                               |
| Explosion eines Munitionsdepots in Mitholz                                                          | 19. Dez. 1947              | Kandergrund (Schweiz) | Unfall                        | In der Nacht vom 19. auf den 20. Dezember explodierten in einem Munitionslager in Mitholz bei Kandergrund 3000 t Munition. Neun Menschen starben. Der Schaden wurde mit 100 Millionen SFr. beziffert. – Zur Räumung von geschätzt 3500 t Munition soll der Ort im Jahr 2031 für 10 Jahre evakuiert werden. | 3.000 t            | 9 Tote | Trümmer der Fluh in Mitholz und verwüstetes Dorf                              |
| Kesselwagenexplosion in der BASF                                                                    | 28. Juli 1948              | Ludwigshafen am Rhein (Deutschland)                                                                                      | Unfall                        | Explosion eines Kesselwagens, der mit ca. 30 t Dimethylether befüllt war. Durch die Katastrophe starben 207 Menschen, es gab 3818 Verletzte, 3122 Gebäude wurden erheblich in Mitleidenschaft gezogen. Der Sachschaden belief sich allein in der BASF auf 80 Mio. DM. | unbekannt          | 207 Tote 3818 Verletzte |                                                                               |
| Explosionskatastrophe in Prüm                                                                       | 15. Juli 1949              | Prüm (Deutschland) | unbekannt                     | 500 t Sprengstoff, mit dem Teile des Westwalls gesprengt werden sollten, explodierten in einem Bergstollen. Es starben 12 Menschen, 15 wurden verletzt. | 500 t              | 12 Tote 15 Verletzte | Prüm, Zerstörung nach Explosion                                               |
| Tanklagerexplosion bei Niederstedem                                                                 | 23. Sep. 1954              | Niederstedem (Deutschland)                                                                                               | unbekannt                     | Explosion eines NATO-Tanklagers nahe der Bitburg Air Base | unbekannt          | 29 Tote |                                                                               |
| Explosionskatastrophe in Cali 1956                                                                  | 7. Aug. 1956               | Cali, Valle del Cauca (Kolumbien)                                                                                        | Unfall                        | In Cali explodierten sieben geparkte Lastwagen, die mit zirka 42 t Dynamit für den Straßenbau beladen waren. Es entstand ein Krater von 50 Metern Durchmesser und acht Metern Tiefe. Die Explosion löste ein Erdbeben der Stärke 4,3 aus. Unzählige wurden obdachlos, rund 1300 Menschen kamen zu Tode, bis zu 12.000 wurden verletzt. | 32 t               | 1.300 Tote 12.000 Verletzte | Priester Alfonso Hurtado Galvis am Ort der Tragödie (1956)                    |
| Sprengung des Ripple Rock                                                                           | 5. Apr. 1958               | vor Vancouver Island British Columbia (Kanada)                                                                           | Gewässer-Ausbau               | Mit 1270 t Nitramex wurden elf Meter (Höhe) einer Bergkuppe eines Unterwasser-Felsens gesprengt, der eine gefährliche Untiefe vor der Küste Kanadas bildete. | 635 t              | keine Opfer |                                                                               |
| Nedelin-Katastrophe                                                                                 | 24. Okt. 1960              | Baikonur (UdSSR, heute Kasachstan)                                                                                       | Unfall                        | 124 t Raketentreibstoff (UDMH und Salpetersäure) explodierten, als eine R-16-Rakete auf dem Startplatz zerbrach. 126 Menschen kamen ums Leben. Benannt nach Mitrofan Nedelin, Hauptmarschall der Artillerie. | unbekannt          | 126 Tote |                                                                               |
| Bau des Medeo-Damms                                                                                 | 14. Apr. 1967              | Medeo, Almaty (UdSSR, heute Kasachstan)                                                                                  | planmäßige Baumaß- nahme      | Beim Bau des Medeo-Damms, der Almaty vor Murenabgängen schützen soll, werden im Rahmen einer letzten Baumaßnahme 3900 t Ammoniumnitrat zur Explosion gebracht, die die notwendigen Erdaufwürfe erschaffen. | 1.950 t            | keine Opfer |                                                                               |
| Eisenbahnunfall von Langenweddingen                                                                 | 6. Juli 1967               | Langenweddingen (DDR, heute Deutschland)                                                                                 | Unfall                        | Ein mit 15.000 Litern Benzin beladener Tanklastwagen wird von einem Personenzug erfasst und explodiert in der Folge. 94 Menschen kommen ums Leben. | unbekannt          | 94 Tote | Langenweddingen, Eisenbahnunglück, Aufräumarbeiten, Löschen von Holzschwellen |
| Explosion in einer Sprengstoff-Fabrik (Schweizerische Sprengstofffabrik, heute Dottikon ES Holding) | 8. Apr. 1969               | Dottikon (Schweiz) | Unfall                        | Ein TNT/Dinitrotoluol-Gemisch explodiert; 18 Tote | unbekannt          | 18 Tote 108 Verletzte |                                                                               |
| Explosion von Munition beim Eisenbahnunfall von Linden                                              | 22. Juni 1969              | Bahnhof Hannover-Linden (Deutschland)                                                                                    | Unfall                        | Der Brand eines Güterwagens führte zur Explosion der darin geladenen Munition | unbekannt          | 12 Tote 30 Verletzte |                                                                               |
| Explosion einer N1-Rakete                                                                           | 3. Juli 1969               | Baikonur (UdSSR, heute Kasachstan)                                                                                       | Unfall                        | Aufgrund eines technischen Defekts stürzte eine sowjetische N1-Mondrakete kurz nach dem Abheben zurück auf die Startrampe und zerbrach. 2600 t Raketen-Treibstoff explodierten. Die komplette Startrampe wurde zerstört. | unbekannt          | keine Opfer |                                                                               |
| Mehlstaubexplosion                                                                                  | 15. Dez. 1970              | Kiel (Deutschland) | Kabelbrand                    | Durch eine Mehlstaubexplosion werden mehrere Silos in Kiel am Nordhafen zerstört | unbekannt          | 6 Tote 17 Verletzte | Silos am Kieler Nordhafen nach der Staubexplosion 1970                        |
| Explosion in Chemie-Fabrik                                                                          | 19. Juli 1974              | Záluží (Tschechoslowakei, heute Tschechien)                                                                              | Unfall                        | Durch ein Leck in einer Gasleitung explodiert die Spiritusproduktionsanlage der Chemiefabrik ZZR der CHZ ČSSP. 17 Menschen kommen ums Leben. | unbekannt          | 17 Tote 112 Verletzte |                                                                               |
| Raketenkatastrophe von Dannenwalde                                                                  | 14. Aug. 1977              | Gransee (DDR, heute Deutschland)                                                                                         | Blitzschlag                   | Aufgrund eines Blitzeinschlages verursachte Explosion in einem Munitionslager, bei der Hunderte von Katjuscha-Raketen gezündet wurden und in der näheren Umgebung niedergingen. | unbekannt          | unbekannt |                                                                               |
| Tanklastzugunglück von Los Alfaques                                                                 | 11. Juli 1978              | Alcanar (Spanien) | Unfall                        | Ein mit 23 Tonnen Propen beladener Tanklastzug platzte im Bereich des Campingplatzes Los Alfaques; das Flüssiggas explodierte. | unbekannt          | 217 Tote > 300 Verletzte |                                                                               |
| Explosion des Tankers Spyros, Singapur                                                              | 12. Okt. 1978              | Jurong-Werft (Singapur)                                                                                                  | Unfall                        | Der Tanker S.T. Spyros explodiert bei Reparaturen in einem Dock. 76 Tote, 69 Verletzte. | unbekannt          | 76 Tote 69 Verletzte |                                                                               |
| Explosion des Tankers Betelgeuse, Irland                                                            | 8. Jan. 1979               | Whiddy Island (Irland)                                                                                                   | Unfall                        | Der Tanker Betelgeuse explodiert am Terminal. 51 Tote. | unbekannt          | 51 Tote |                                                                               |
| Mehlstaubexplosion in der Rolandmühle                                                               | 6. Feb. 1979               | Bremen (Deutschland) | Unfall                        | Ein Kabelbrand führt zu einer gewaltigen Mehlstaubexplosion in der Bremer Rolandmühle. 17 Menschen sterben und es entsteht ein Sachschaden von 112 Mio. Euro. | unbekannt          | 17 Tote |                                                                               |
| Gasexplosion im PKO-Rundbau, Warschau                                                               | 15. Feb. 1979              | Warschau (Volksrepublik Polen, heute Polen)                                                                              | Unfall                        | Gasexplosion im PKO-Rundbau in Warschau. Das Gebäude wird zu 70 Prozent zerstört. 49 Tote, 110 Verletzte. | unbekannt          | 49 Tote 110 Verletzte |                                                                               |
| Gasexplosion in Ortuella                                                                            | 23. Okt. 1980              | Ortuella (Spanien) | Unfall                        | Gasexplosion in einer Schule in Ortuella, Spanien. 49 Tote. | unbekannt          | 49 Tote |                                                                               |
| Tanklagerexplosion Danaciobasi                                                                      | 24. Nov. 1980              | Danaciobasi (Türkei) | unbekannt                     | Explosion eines Tanklagers. 105 Tote. | unbekannt          | 105 Tote |                                                                               |
| Pipelineexplosion in Sibirien                                                                       | 1. Juni 1982               | Sibirien (UdSSR, heute Russland)                                                                                         | vermutlich Sabotage durch CIA | Explosion einer Gas-Pipeline | 3.000–4.000 t      | keine Toten |                                                                               |
| Tankexplosion in Tacoa                                                                              | 19. Dez. 1982              | Tacoa (Venezuela) | unbekannt                     | Explosion eines Treibstofftanks auf einem Kraftwerks-Areal. Mehr als 150 Tote. | unbekannt          | 150 Tote |                                                                               |
| Nordflotte                                                                                          | 17. Mai 1984               | Okolnaja oder Seweromorsk (Sowjetunion, heute Russland)                                                                  | unbekannt                     | Munitionslager der Nordflotte explodierte | unbekannt          | 2 Tote |                                                                               |
| San-Juanico-Katastrophe                                                                             | 19. Nov. 1984              | San Juanico, Mexiko-Stadt (Mexiko)                                                                                       | Unfall                        | Infolge eines Rohrbruches explodierte ein Flüssiggas-Tank. Zwölf weitere Tanks wurden durch die Hitze nach und nach zur Explosion gebracht (BLEVE). Insgesamt verbrannten rund 12.000 m³ Flüssiggas. 600 Menschen starben, schätzungsweise wurden mehr als 7000 verletzt. San Juanico wurde weitgehend zerstört. Gemessen an der Zahl der Opfer gilt die Katastrophe als eines der schwersten Industrieunglücke aller Zeiten. | unbekannt          | 600 Tote 7000 Verletzte |                                                                               |
| Gasexplosion in Tiflis                                                                              | 2. Dez. 1984               | Tiflis (UdSSR, heute Georgien)                                                                                           | unbekannt                     | Gasexplosion in einem Wohnhaus in Tiflis. Mehr als 100 Tote. | unbekannt          | 100 Tote |                                                                               |
| Minor Scale                                                                                         | 27. Juni 1985              | White Sands Missile Range New Mexico (USA)                                                                               | Test                          | 4744 t ANFO wurden zur Explosion gebracht, um die Explosion einer Nuklearwaffe zu simulieren. | 3.795 t            | keine Opfer | Minor Scale test explosion                                                    |
| Misty Picture                                                                                       | 14. Mai 1987               | White Sands Missile Range New Mexico (USA)                                                                               | Test                          | 4675 t ANFO wurden zur Explosion gebracht, um die Explosion einer Nuklearwaffe zu simulieren. | 3.740 t            | keine Opfer |                                                                               |
| Tanklastzug-Unglück von Herborn                                                                     | 7. Juli 1987               | Herborn Hessen (Deutschland)                                                                                             | Unfall                        | Unfall eines Tanklastzugs in der Herborner Innenstadt; Explosionen und Brände durch auslaufendes Benzin richteten in der Stadt schwere Schäden an. | grob etwa 15 t     | 6 Tote 38 Verletzte |                                                                               |
| Chemieunfall bei PEPCON                                                                             | 4. Mai 1988                | nahe Henderson (Nevada) Nevada (USA)                                                                                     | Unfall                        | 4000 t Ammoniumperchlorat explodierten in einer Fabrik für Treibstoffe. Das Areal konnte rechtzeitig geräumt werden, bevor es durch zwei gewaltige Explosionen vollständig zerstört wurde. Zwei Menschen starben. | 250 t              | 2 Tote | PEPCON Rauchpilz                                                              |
| Eisenbahnunfall von Arsamas                                                                         | 4. Juni 1988               | Arsamas Russland (UdSSR, heute Russland)                                                                                 | Unfall                        | Explosion eines Güterzuges, in den drei Wagen mit 120 Tonnen des Sprengstoffs Hexogen, sowie zahlreiche Wagen mit Erdölprodukten eingestellt waren. 151 Häuser und zwei Krankenhäuser wurden zerstört, 823 Familien wurden obdachlos. | 180 t              | 91 Tote 1500 Verletzte |                                                                               |
| Eisenbahnunfall von Swerdlowsk                                                                      | 4. Okt. 1988               | Swerdlowsk (UdSSR, heute Russland)                                                                                       | Unfall                        | Explosion von mit Sprengstoff beladenen Waggons am Swerdlowsker Bahnhof. | unbekannt          | 4 Tote |                                                                               |
| Eisenbahnunfall bei Ufa                                                                             | 4. Juni 1989               | Ufa (UdSSR, heute Russland)                                                                                              | Unfall                        | Flüssiggas-Pipeline-Unglück: Das austretende Gas einer geborstenen Leitung sammelte sich in einer Bodensenke und entzündete sich durch Funkenflug. 575 Menschen starben in zwei vorbeifahrenden Zügen der Transsibirischen Eisenbahn. | 1.000 t            | 575 Tote |                                                                               |
| Unglück von Guadalajara 1992                                                                        | 22. Apr. 1992              | Guadalajara (Mexiko) | Unfall                        | Aus einer unterirdischen Leitung ausgetretenes Benzin sammelte sich über Tage hinweg in der Kanalisation und bildete dort ein explosives Gasgemisch. Durch Wartungsarbeiten kam es schließlich zu mehreren Explosionen, die ein komplettes Stadtviertel zerstörten. Mindestens 206 Menschen starben, 15.000 wurden obdachlos. | unbekannt          | 206 Tote |                                                                               |
| Explosionsunglück am Steingletscher                                                                 | 2. Nov. 1992               | Sustenpass (Schweiz) | Unfall                        | In einer Kaverne auf der Steinalp, einem Munitionssprengplatz der Schweizer Armee, explodierten 225–840 t Munition sowie 279 Feststoffbooster von Bristol Bloodhound-Flugabwehrraketen. Die Explosion zerstörte die Lagerkaverne und hinterließ einen Schuttkegel mit einem Volumen von einer Million Kubikmetern. Die Ursache der Explosion konnte nie geklärt werden. | 225 t              | 6 Tote |                                                                               |
| Sprengung am Flughafen Zhuhai                                                                       | 29. Dez. 1992              | 25 km südwestlich von Zhuhai in der Nähe von Jinwan (VR China)⊙                                                          | planmäßige Sprengung          | Zur Erweiterung des Flughafens wurden 12.000 t Dynamit im Innern des Berges Paotai zur Explosion gebracht. Die Explosion gilt damit als größte künstliche, nichtnukleare Explosion. Sie verursachte eine Erschütterung von mindestens 3,4 auf der Richterskala. Die Explosion war auch in Macau (20 km), Zhuhai (25 km) und in Hongkong (50 km entfernt) deutlich zu spüren. | 9.600 t            | keine Opfer |                                                                               |
| Explosion eines Tanklasters in Chennai                                                              | 12. März 1995              | Chennai (Indien) | unbekannt                     | Explosion eines Tanklastwagens in Chennai, Indien. 110 Tote. | unbekannt          | 110 Tote |                                                                               |
| Bombenanschlag auf das Murrah Federal Building in Oklahoma City                                     | 19. Apr. 1995              | Oklahoma City (Vereinigte Staaten von Amerika)                                                                           | Bomben-/ Terroranschlag       | Anschlag mit einem mit Sprengstoff beladenen Lastkraftwagens auf das achtstöckige Alfred P. Murrah Federal Building. | unbekannt          | 168 Tote |                                                                               |
| Explosion in einer Autobahnraststätte                                                               | 18. Juni 1995              | Eynatten (Belgien) | Unfall                        | „Explosion eines Gastanks“ in einem Restaurant oder „Explosion des Restaurants“ und Brand neben einer Fina-Tankstelle | unbekannt          | 16 Tote 3 Schwerverletzte |                                                                               |
| Explosion der Feuerwerksfabrik von Enschede                                                         | 13. Mai 2000               | Enschede (Niederlande)                                                                                                   | Unfall                        | 177 t Feuerwerkskörper entzündeten sich aus unbekannten Gründen. Bei der Explosion starben 22 Menschen, 1250 Menschen wurden obdachlos. | unbekannt          | 22 Tote | Rauchfahne der Katastrophe von Enschede                                       |

### 21. Jahrhundert
| Ereignis                                                                                    | Zeitpunkt                 | Ort                                      | Ursache                                     | Beschreibung | TNT-Äquivalent [t] | Anzahl der Opfer                                           | Bild                                                                              |
| ------------------------------------------------------------------------------------------- | ------------------------- | ---------------------------------------- | ------------------------------------------- | --- | ------------------ | ---------------------------------------------------------- | --------------------------------------------------------------------------------- |
| Explosion in Toulouse                                                                       | 21. Sep. 2001             | Toulouse (Frankreich)                    | Unfall                                      | In einer zu TotalFinaElf gehörenden Fabrik für Düngemittel explodierten aus ungeklärten Gründen zwischen 300 und 400 t Ammoniumnitrat. Die Explosion forderte 29 Tote und 782 Verletzte. Die Schäden werden auf über 1,5 Milliarden Euro beziffert.                                                                            | > 126 t            | 29 Tote 782 Verletzte                                      |                                                                                   |
| Ikeja-Katastrophe                                                                           | 27. Jan. 2002             | Ikeja (Nigeria)                          | Unfall                                      | Explosion eines Munitionsdepots mit zirka 700 Toten | unbekannt          | 700 Tote                                                   |                                                                                   |
| Gasexplosion von Chuandongbei                                                               | 25. Dez. 2003             | Gaoqiao (VR China)                       | Unfall                                      | Explosion an einer Förderanlage für schwefelwasserstoffreiches Erdgas. Durch die in der Folge austretenden Gase starben 191 Menschen. 4000 bis 5000 erlitten Verätzungen. | unbekannt          | 191 Tote 4000 Verletzte                                    |                                                                                   |
| Zugunglück von Ryongchŏn                                                                    | 22. Apr. 2004             | Ryongchŏn (Nordkorea)                    | Unfall                                      | Explosion von zwei mit Ammoniumnitrat beladenen Waggons. Nach einem Rangierfehler kollidierte ein Waggon mit einem Strommast und riss diesen um. Die Oberleitung entzündete die Ladung. Mindestens 161 Personen starben, möglicherweise mehr.                                                                                  | unbekannt          | ≥ 161 Tote                                                 |                                                                                   |
| Gasexplosion in Ghislenghien                                                                | 30. Juli 2004             | Ghislenghien (Belgien)                   | Unfall                                      | Bei Bauarbeiten wurde eine Erdgas-Fernleitung der Firma Fluxys beschädigt. Das austretende Gas entzündete sich und verursachte mehrere schwere Explosionen. | unbekannt          | 24 Tote 132 Verletzte                                      |                                                                                   |
| Feuerwerksfabrik-Explosion von Seest                                                        | 3. Nov. 2004              | Kolding (Dänemark)                       | Unfall                                      | Explosion von knapp 300 t Feuerwerkskörpern durch einen Unfall in der N. P. Johnsens Fyrværkerifabrik in Seest, einem Vorort von Kolding. Ein Feuerwehrmann kam ums Leben, etwa 80 Personen wurden verletzt. Über 2.000 Häuser wurden beschädigt. Der Schaden wird auf über 120 Millionen Euro beziffert.                      | unbekannt          | 1 Toter 80 Verletzte                                       | Abgebrannte Häuser nach dem Feuerwerksfabrik-Unfall in Kolding-Seest              |
| Tanklagerbrand Buncefield                                                                   | 11. Dez. 2005             | Hemel Hempstead (Vereinigtes Königreich) | Unfall                                      | Freisetzung von ca. 300 Tonnen Benzin. Explosion des Benzin-Luft-Gemische und Beschädigungen weiterer Tanks, damit Ausweitung zu dem Großbrand. Es handelt sich um Europas größte Feuerkatastrophe in Friedenszeiten. Die Explosion entsprach einem Erdbeben mit einer Magnitude von 2,4.                                      | unbekannt          | 43 Verletzte                                               | Brand mit starker Rauchentwicklung                                                |
| Explosion der Imperial-Sugar-Zuckerraffinerie                                               | 7. Feb. 2008              | Port Wentworth (Vereinigte Staaten)      | Veraltete Produktionsanlagen                | Eine Reihe von Zuckerstaubexplosionen | unbekannt          | 14 Tote 26 Verletzte                                       | Die durch Zuckerstaubexplosionen zerstörte Imperial-Sugar-Zuckerraffinerie.       |
| Munitionsexplosion von Gërdec                                                               | 15. März 2008             | Gërdec (Albanien)                        | Unfall                                      | Über 1.000 t Munition explodierten in einem Munitionslager. 26 Personen starben und über 300 wurden verletzt. Im Lager wurde Munition durch schlecht ausgebildetes Personal zerlegt. Vermutlich wegen Unvorsichtigkeit entzündete sich herumliegender Sprengstoff. Dadurch wurde eine Kettenreaktion an Explosionen ausgelöst. | unbekannt          | 26 Tote 300 Verletzte                                      | US-Untersuchungsteam (HAST) in Gërdec, 8. April 2008                              |
| Explosion von Toronto 2008                                                                  | 10. Aug. 2008             | Toronto, Ontario (Kanada)                | Unfall                                      | Mehrere Explosionen auf dem Gelände der Sunrise Propane Industrial Gases über einen Zeitraum von 12 Stunden. | unbekannt          | 2 Tote 64 Verletzte                                        | Die Explosion, von Toronto (Midtown) aus gesehen                                  |
| Eisenbahnunfall von Viareggio                                                               | 30. Juni 2009             | Viareggio (Italien)                      | Unfall                                      | Nach der Entgleisung eines Zuges entwich Butangas aus Kesselwagen, entzündete sich und explodierte. 22 Tote und 27 Verletzte waren die Folge. Mehrere Gebäude stürzten ein. | unbekannt          | 22 Tote 27 Verletzte                                       | Feuerwehrleute an einem beschädigten Haus, Bahnunfall Viareggio, 30. Juni 2009    |
| Tanklager-Explosionen von Cataño                                                            | 24. Okt. 2009             | Cataño (Puerto Rico, Vereinigte Staaten) | Unfall (Brand)                              | Elf Tanks eines Öl- und Benzinlagers gerieten in Brand. Das Feuer führte schließlich zu einer Explosion bei der insgesamt 30 Tanks zerstört wurden. Die Erschütterungen entsprachen einem Erdbeben der Stärke 2,8 auf der Richterskala. Die Flammen schlugen bis zu 30 m hoch.                                                 | unbekannt          | unbekannt                                                  | Raffineriefeuer in Catano, Puerto Rico kurz nach der ersten Explosion.            |
| Explosion auf der Ölbohrplattform Deepwater Horizon                                         | 20. Apr. 2010             | Golf von Mexiko Atlantik (USA)           | Blowout                                     | Am 20. April 2010 ereignete sich auf der Deepwater Horizon eine Explosion, der ein Brand folgte. Die eingesetzten Feuerlöschboote konnten die Bohrinsel nicht retten, so dass die Plattform am 22. April 2010 sank. | unbekannt          | 11 Tote 17 Verletzte                                       |                                                                                   |
| Munitionsexplosion auf der Marinebasis Evangelos Florakis                                   | 11. Juli 2011             | Marinebasis Evangelos Florakis (Zypern)  | Unfall                                      | 98 mit Munitionsgrundstoffen gefüllte Schiffscontainer, einer nach UN Res. 1747 beschlagnahmten Waffenlieferung Iran-Syrien, die unter freiem Himmel unsachgemäß gelagert wurden, explodierten. 12 Tote, 60 Verletzte. Eines von drei zypriotischen Kraftwerken wurde zerstört.                                                | > 2.000 t          | 12 Tote 60 Verletzte                                       |                                                                                   |
| Explosion eines Munitionsdepots in Brazzaville                                              | 4. März 2012              | Brazzaville (Republik Kongo)             | Unfall                                      | Explosionen mehrerer Munitionsdepots in der kongolesischen Hauptstadt Brazzaville. | unbekannt          | 250 Tote 2300 Verletzte                                    |                                                                                   |
| Explosion in der West Fertilizer Company                                                    | 17. Apr. 2013             | West, Texas (USA)                        | unbekannt                                   | Explosion von Ammoniumnitrat im Lager eines Düngemittelhändlers. 15 Tote, mindestens 200 Verletzte. | unbekannt          | 15 Tote ≥200 Verletzte                                     | Luftaufnahme von West Fertilizer einige Tage nach der Explosion (22. April 2013). |
| Explosionen in unterirdischer Gasleitung                                                    | 31. Juli 2014             | Kaohsiung (Taiwan)                       | Unfall                                      | Eine Kaskade von Gasexplosionen brachte auch Gebäude zum Einsturz. | unbekannt          | 28 Tote 270 Verletzte                                      |                                                                                   |
| Explosion bei einem Autozulieferer in China                                                 | 2. Aug. 2014              | Kunshan (VR China)                       | Unfall                                      | Metallstaub-Explosion in einem Autozuliefer-Werk für GM. | unbekannt          | 75 Tote 185 Verletzte                                      |                                                                                   |
| Explosion im Hafen von Tianjin                                                              | 12. Aug. 2015             | Tianjin (VR China)                       | Selbstentzündung                            | Zwei Explosionen in einem Gefahrgutlager. | 450 t              | 173 Tote 797 Verletzte                                     | Explosion im Hafen von Tianjin (2015).                                            |
| Treibstoffexplosion im Südsudan                                                             | 16. Sep. 2015             | Straße bei Maridi (Südsudan)             | Funkenflug                                  | Explosion an einem durch Überschlag verunglückten Tanklaster, aus dem Menschen Benzin abschöpfen wollten. | unbekannt          | 190 Tote weitere kritisch verletzt                         |                                                                                   |
| Explosionskatastrophe von Paravur                                                           | 10. Apr. 2016             | Puttingal Tempel, Paravur (Indien)       | Funkenflug                                  | Explosion von Feuerwerkskörpern in einem Lagerraum. | unbekannt          | 106 Tote 350 Verletzte                                     |                                                                                   |
| Explosion in Chemiefabrik in Coatzacoalcos                                                  | 21. Apr. 2016             | Pemex-Fabrik, Coatzacoalcos (Mexiko)     | Unfall                                      | Explosion in einer Vinylchlorid produzierenden Fabrik. | unbekannt          | ≥ 24 Tote ≥ 136 Verletzte                                  |                                                                                   |
| Explosion einer illegal angezapften Benzin-Pipeline                                         | Jan. 2019                 | Hidalgo (Mexiko)                         | Unfall                                      | [ 90 ] | unbekannt          | ≥ 125 Tote                                                 |                                                                                   |
| Explosionskatastrophe im Hafen von Beirut                                                   | 4. Aug. 2020              | Beirut (Libanon)                         | Unfall (vermutet)                           | Mehrere Explosionen im Hafen der Stadt, von denen die letzte – eine Detonation – die schwerste war. Es explodierten 2750 t Ammoniumnitrat, die auf dem Hafengelände gelagert wurden. | 1.100 t            | ≥ 220 Tote ≥ 6000 Verletzte 110 Vermisste                  | Zerstörungen im Hafen von Beirut nach der Explosion                               |
| Explosion in einem Treibstofflager, Sierra Leone                                            | 6. Nov. 2021 oder 5. Nov. | Freetown (Sierra Leone)                  | ?                                           | [ 94 ] | unbekannt          | ≥ 80 Tote                                                  |                                                                                   |
| Explosion bei einem Tanklaster                                                              | 14. Dez. 2021             | Cap Haitien (Haiti)                      | Plündern nach Verkehrsunfall                | vermutlich Benzin | unbekannt          | ≥ 90 Tote (Stand 20. Dezember 2021)                        |                                                                                   |
| Explosion in einem Treibstofflager, Nigeria                                                 | 23. Apr. 2022             | Rivers (Nigeria)                         | ?                                           | Brand und Explosion im Bereich eines illegalen Treibstoffĺagers oder Depots. | unbekannt          | > 100 Tote                                                 |                                                                                   |
| Explosion im Hotel Saratoga, kurz vor Wiederöffnung nach 2 J. Sperre wegen COVID19-Pandemie | 6. Mai 2022 vormittags    | Havanna (Kuba)                           | ?                                           | Explosion im Zuge einer Belieferung mit Flüssiggas aus einem Tankwagen, Fassade wurde abgelöst. | unbekannt          | ≥ 40 Tote, 94 Verletzte                                    |                                                                                   |
| Explosion und Brand in einem Milchviehbetrieb in Texas                                      | 10. Apr. 2023             | Bei Dimmitt Texas (Vereinigte Staaten)   | ?                                           | Explosion von Methangas aus Vergärung von Gülle aus Rinderställen. | unbekannt          | 1 Verletzter, 18.000 Rinder getötet                        |                                                                                   |
| Explosion des Munitionsdepot Toropez                                                        | 18. Sep. 2024             | Bei Toropez (Oblast Twer, Russland)      | Drohnenangriff, Russisch-Ukrainischer Krieg | Explosionen in einem Munitionsdepot der russischen Streitkräfte nach ukrainischem Beschuss. Verursachte zahlreiche seismische Erschütterungen, davon vier mit einem Wert von 2,8 auf der Richterskala. | 200 bis 240 t      | unbekannt                                                  | Aufnahmen von Nasa FIRM                                                           |
| Explosion bei einem Tanklaster                                                              | 15. Okt. 2024 abends      | Jigawa (Nigeria)                         | "wollten Treibstoff erhalten"               | vermutlich Benzin | unbekannt          | mind. 94 Tote, mind. 50 Verletzte (Stand 16. Oktober 2024) |                                                                                   |
| Explosion im Hafen von Bandar Abbas                                                         | 26. Apr. 2025 mittags     | Schahid Radschai (Iran)                  |                                             | | unbekannt          | mind. 25 Tote, mind. 800 Verletzte (Stand 27. April 2025)  |                                                                                   |